# Alistair Cameron Crombie
Alistair Cameron Crombie (Brisbane, Australië 4 november 1915 – 9 februari 1996) was een Australische wetenschapshistoricus, die naam maakte met het boek Augustine to Galileo: The History of Science A.D. 400 - 1650 uit 1952.
Crombie studeerde aan de universiteiten in Melbourne en Cambridge. Hij begon zijn carrière als zoöloog aan de Universiteit van Melbourne. In 1953 kreeg hij een aanstelling als professor aan de Universiteit van Oxford, waar hij wetenschapsgeschiedenis doceerde. Onder zijn bewind werd het vak wetenschapsgeschiedenis een officiële studie in Oxford. 
Een van zijn studenten was de David M. Knight (1936), hoogleraar wetenschapsgeschiedenis en wetenschapsfilosofie aan de Universiteit van Durham.

## Publicaties
- 1952. Augustine to Galileo: The History of Science A.D. 400 - 1650.
- 1953. Robert Grossteste and the Origins of Experimental Science, 1100-1700. Oxford: Clarendon Press.
- 1985. The light of nature : essays in the history and philosophy of science presented to A.C. Crombie. J.D. North (red) ea.
- 1990. Science, Optics and Music in Medieval and Early Modern Thought. London: Hambledon.
- 1995. Styles of Scientific Thinking in the European Tradition: The History of Argument and Explanation Especially in the Mathematical and Biomedical Sciences and Arts. 3 delen. London: Gerald Duckworth & Company.

- Australian Dictionary of Biography: crombie-alistair-cameron-30778
- Biblioteca Nacional de España: XX890203
- Bibliothèque nationale de France: cb121612688 (data)
- Catàleg d'autoritats de noms i títols de Catalunya: 981058514866706706
- CiNii: DA02853977
- Gemeinsame Normdatei: 122190874
- International Standard Name Identifier: 0000 0001 0927 8760
- Library of Congress Control Number: n50018366
- Bibliotheek van het Japanse parlement: 00520940
- Nationale Bibliotheek van Tsjechië: osd20231198254
- Nationale bibliotheek van Australië: 35032246
- Nationale Bibliotheek van Israël: 987007260054605171
- Nederlandse Thesaurus van Auteursnamen: 071331425
- LIBRIS: 247955
- SNAC: w6bd1vmv
- Système universitaire de documentation: 030135702
- Trove: 804923
- Virtual International Authority File: 97752006
- WorldCat: E39PBJmpgKpgtjr9Tt4m8VgHYP